# 아라하시촌
아라하시촌(荒橋村)은 니가타현 기타칸바라군에 설치되었던 촌이다. 현재의 시바타시에 해당한다.